# Selinum
Selinum és un gènere de plantes dins la família de les apiàcies. Conté unes 16 espècies distribuïdes a les regions temperades del reialme holàrtic. Un dels sinònims, nom antic, del julivert és Selinum petroselinum

## Algunes espècies
- Selinum carvifolia (L.) L. - Cambridge Milk-parsley
- Selinum tenuifolium Wall. ex C.B. Clarke
- Selinum pyrenaeum - Selí pirinenc, única espècie d'aquest gènere que es troba als Països Catalans